# Pollenia townsendi
Pollenia townsendi este o specie de muște din genul Pollenia, familia Calliphoridae, descrisă de Senior-white, Aubertin și John Smart în anul 1940. Conform Catalogue of Life specia Pollenia townsendi nu are subspecii cunoscute.